# SD (rapper)
Sadiki Thirston (Chicago, 1994. november 7. –) művésznevén SD, amerikai rapper, a Glory Boyz Entertainment kiadó előadója volt.

## Diszkográfia
Stúdióalbum
- Truly Blessed
- Pay Attention

Mixtape
- Life Of A Savage
- Life Of A Savage 2
- Life Of A Savage 3
- Life Of A Savage 4
- Just The Beginning